# Giuseppe Mazzini
Giuseppe Mazzini (22. června 1805, Janov – 10. března 1872, Pisa) byl italský nacionalista, filozof, právník a politik.
V roce 1831 založil politické sdružení Mladá Itálie (italsky Giovine Italia).
V roce 1834 založil mezinárodní politické sdružení Mladá Evropa. Členy tohoto sdružení byla sdružení Mladá Itálie, Mladé Německo, Mladé Polsko, Mladé Švýcarsko a Mladé Španělsko.
Byl jedním z mužů risorgimenta; pomohl vybudovat moderní italský stát namísto mnoha státečků. Měl dvě hlavní vize: „Každému národu jeho stát.“ a „Pouze jeden stát pro každý národ.“ V roce 1848 vyhlásil Římskou republiku a dosadil se do triumvirátu.

## České překlady
- MAZZINI, Giuseppe. Povinnosti člověka. Překlad Gustav Žďárský. Praha: Nákladem Jana Laichtera na Královských Vinohradech, 1900. 133 s.
- MAZZINI, Giuseppe. Úvahy vybrané z literárních, politických a náboženských spisů Josefa Mazziniho: s úvodem Williama Clarkea. Překlad Josef Julius David a Gustav Žďárský. V Praze: Nákladem Jana Laichtera, 1900. 509 s. Dostupné online.